# Droëwors
Le droëwors (/ˈdruːəvɔːrs/ ; en afrikaans pour « saucisse sèche ») est un en-cas d'Afrique du Sud, basé sur la saucisse traditionnelle boerewors épicée aux graines de coriandre. Il est généralement préparé sous forme de dunwors (en afrikaans pour « saucisse fine ») plutôt que de dikwors (« saucisse épaisse »), car la saucisse plus fine sèche plus rapidement et est donc moins susceptible de s'abîmer avant de pouvoir être conservée. Si l'on utilise des dikwors, on les aplatit généralement pour offrir une plus grande surface de séchage.
La recette utilisée pour ces saucisses séchées est similaire à celle des boerewors, bien que le porc et le veau soient généralement remplacés par du bœuf, car le premier peut rancir une fois séché, et la graisse de mouton remplace la graisse de porc utilisée dans les boerewors. Le séchage rend la saucisse idéale pour le stockage non réfrigéré.
Le droëwors est une viande séchée qui se distingue des autres viandes séchées par sa rapidité de séchage dans des conditions chaudes et sèches, contrairement au droge worst traditionnel et au salumi italien, qui sont séchés lentement dans des conditions relativement froides et humides. Une autre différence est que le droëwors ne contient pas d'agent de séchage comme on en trouve dans une saucisse séchée traditionnelle. Une conséquence directe de cela est que le droëwors ne doit pas être conservé dans des conditions humides car la moisissure peut commencer à se former plus facilement que dans une saucisse séchée.
Ce produit est apparenté à la fois par son nom et par sa nature au droge worst néerlandais, également connu sous le nom de metworst.